# Вижити за будь-яку ціну (американська телепередача)
«Вижити за будь-яку ціну» чи «Вижити будь-якою ціною» (англ. Ultimate Survival) також відома як «Людина проти природи» (англ. Man vs. Wild) та «Народжений виживати» (англ. Born Survivor) — американська пригодницька телепередача телеканалу «Discovery Channel». Ведучий телепрограми Бер Гріллз висаджується у всіляких диких місцях і показує глядачам, як вижити й знайти допомогу.

## Опис
Бер Гріллз — фахівець з виживання, колишній солдат британського спецназу SAS, показує як треба поводитися в ситуаціях, коли ви опинилися в диких місцях при авіа або морській аварії чи як загубився турист. При собі він зазвичай має лише флягу з водою і кресало (іноді мотузку, лижі або парашут). У передачі показуються навички орієнтування на місцевості, добування їжі, спорудження простого житла і пошук води. В останніх сезонах присутні епізоди, де Беар Ґріллс проводить час з місцевими племенами тих місць, де проходять зйомки і вчиться у них навичкам виживання.

## Українське закадрове озвучення
Українською мовою 4 сезон серіалу озвучено студією «Так Треба Продакшн» на замовлення телеканалу XSPORT; назву локалізували як «Людина проти природи».

## Кількість серій
- 1 сезон (2006—2007) — 16 серій
- 2 сезон (2007—2008) — 13 серій
- 3 сезон (2008—2009) — 13 серій
- 4 сезон (2009—2010) — 15 серій
- 5 сезон (2010) — 7 серій
- 6 сезон (2011) — 6 серій
- 7 сезон (2011;2019) — 7 серій

## Список епізодів

### Перший сезон— частина перша
- Скелясті гори — США, Монтана — пілотний випуск / The Rockies — Rocky Mountains, Montana, United States — (pilot episode) — (10 березня 2006 року)
- Пустеля Моаб (Мохаве) — США, Юта / Moab Desert — Moab, Utah, United States — (10 листопада 2006 року)
- Коста-Рика: дощовий ліс — Коста-Рика / Costa Rican Rain Forest — Osa Peninsula, Costa Rica — (17 листопада 2006 року)
- Гірський ланцюг Аляски — США, Аляска / Alaskan Mountain Range — Chugach Mountains, Alaska, United States — (24 листопада 2006 року)
- Вулкан Кілауеа — США, Гаваї / Kilauea — Mount Kilauea, Hawaii, United States — (1 грудня 2006 року)
- Сьєрра-Невада — США, Каліфорнія, Сьєрра-Невада / Sierra Nevada — Sierra Nevada, California, United States — (8 грудня 2006 року)
- Африканська савана — Африка, Північна Кенія / African Savanna — Northern Kenya, Africa — (15 грудня 2006 року)
- Європейські Альпи — Франція / European Alps — French Alps, France — (22 грудня 2006 року)
- Безлюдний острів — США, Тихий океан, Гаваї / Deserted Island — Hawaii, Pacific Ocean, United States — (29 грудня 2006 року)

### Перший сезон— частина друга
- Еверглейдс — США, Флорида / Everglades — Everglades, Florida, United States — (15 червня 2007 року)
- Ісландія / Iceland — Iceland — (22 червня 2007 року)
- Мексика, Мідний каньйон / Mexico — Copper Canyon, Mexico — (29 червня 2007 року)
- Кімберлі (Австралія) — Західна Австралія, Кімберлі / Kimberly, Australia — Kimberly Region, Western Australia — (6 липня 2007 року)
- Еквадор — Південна Америка, Еквадор, тропічний ліс / Ecuador — Amazon Rainforest, Ecuador, South America — (13 липня 2007 року)
- Шотландія / Scotland — Cairngorm National Park, Scotland — (25 липня 2007 року)
- Спеціальна місія Беара Грілса на Еверест/«Bear's Mission Everest Special» — (11 вересня 2007 року)

### Другий сезон— частина перша
- Пустеля Сахара, Марокко (Частина 1 з 2) / Sahara — Sahara Desert, Morocco (Part 1 of 2) — (9 листопада 2007)
- Пустеля Сахара, Марокко (Частина 2 з 2) / Desert Survivor — Sahara Desert, Morocco (Part 2 of 2) — (16 листопада 2007)
- Панама, Центральна Америка (частина 1 з 2) / Panama — Panama, Central America (Part 1 of 2) — (23 листопада 2007)
- Панама, Центральна Америка (частина 2 з 2) / Jungle — Panama, Central America (Part 2 of 2) — (30 листопада 2007)
- Патагонія — Аргентина, Південна Америка (частина 1 з 2) / Patagonia — Argentina, South America (Part 1 of 2) — (7 грудня 2007 року)
- Пригода в Андах — Анди, Аргентина, Південна Америка (частина 2 з 2) / Andes Adventure — Andes Mountains, Argentina, South America (Part 2 of 2) — (14 грудня 2007 року)
- Їжа Беара — Спеціальний випуск / Bear Eats — Special — (25 грудня 2007 року)

### Другий сезон— частина друга
- Замбія, Африка / Zambia — Zambia, Africa — (2 травня 2008 року)
- Намібія, Африка / Namibia — Namibia, Africa — (9 травня 2008 року)
- Кільце вогню, частина 1 — Суматра, Індонезія (частина 1 з 2) Ring of Fire, Part 1 (Jungle Swamp) — Sumatra, Indonesia (Part 1 of 2) — (16 травня 2008 року)
- Кільце вогню, частина 2 — Острови Баньяк, Індонезія (частина 2 з 2) / Ring of Fire, Part 2 (Castaway) — Banyak Islands, Indonesia (Part 2 of 2) — (23 травня 2008 року)
- Сибір, частина 1 (Тайга) — Росія (частина 1 з 2) / Siberia, Part 1 (Taiga Forests) — Siberia, Russia (Part 1 of 2) — (30 травня 2008 року)
- Сибір, частина 2 (Саяни) — Росія (частина 2 з 2) / Siberia, Part 2 (Sayan Mountains) — Siberia, Russia (Part 2 of 2) — (6 червня 2008 року)

### Третій сезон— частина перша
- Пустеля Баха — Каліфорнійський півострів, Мексика / Baja Desert — Baja Peninsula, Mexico — (6 серпня 2008 року)
- Глибокий Південь — Луїзіана, США / The Deep South — Louisiana, United States — (27 серпня 2008 року)
- Ірландія — Ірландія / Ireland — Ireland — (3 вересня, 2008 року)
- Південна Дакота — Південна Дакота, США / South Dakota — South Dakota, United States — (10 вересня 2008 року)
- Вижити за будь-яку ціну: Золоті правила Беара — Спеціальний випуск / Man vs. Wild: Bear's Essentials — Special — (17 вересня 2008 року)

### Третій сезон— частина друга
- Беліз — Беліз / Belize — Belize — (12 січня 2009 року)
- Юкон — Канада / Yukon — Canada — (19 січня 2009 року)
- Ореґон — Каньйон пекла, Орегон / Айдахо, Сполучені Штати / Oregon — Hells Canyon, Oregon / Idaho, United States — (26 січня 2009 року)
- Домініканська Республіка — Домініканська Республіка, Гаїті / Dominican Republic — Dominican Republic, Hispaniola — (2 лютого 2009 року)
- Туреччина — Анатолійське плато, Туреччина / Turkey — Anatolian Plateau, Turkey — (9 лютого, 2009 року)
- Румунія — Карпати, Трансільванія, Румунія / Romania — Carpathian Mountains, Transylvania, Romania — (16 лютого 2009 року)
- Гід по виживанню від Беар Ґрілса / Bear's Ultimate Survival Guide Part 1 — (23 лютого 2009 року)
- Швеція — Спеціальний випуск з Віллом Ферреллом / Men vs. Wild: Sweden — Special with Will Ferrell — (2 червня, 2009 року)

### Четвертий сезон— частина перша
- Арктичне Коло / Arctic Circle — (12 серпня, 2009 року)
- Штат Алабама — США / Alabama — (19 серпня, 2009 року)
- В'єтнам / Vietnam — (26 серпня, 2009 року)
- Пустеля Техас — США / Texas Desert — (2 вересня, 2009 року)
- Аляска — США / Alaska — (9 вересня, 2009 року)
- Гід по виживанню від Беара Ґрілса. Частина Друга / Bear's Ultimate Survival Guide Part 2 — (16 вересня, 2009 року)
- Історія за лаштунками / The Inside Story — (23 вересня, 2009 року)

### Четвертий сезон— частина друга
- Тихоокеанські острови / Pacific island — (6 січня 2010 року)
- Китайські джунглі / China — (13 січня 2010 року)
- Велика небесна країна — Монтана, Скелясті гори / Big Sky Country — (20 січня 2010 року)
- Ґватемала / Guatemala — (27 січня 2010 року)
- Виживання в місті / Urban Survivor — (3 лютого 2010)
- Зйомка виживання / Shooting Survival — (10 лютого 2010 року)
- Північна Африка / North Africa — (17 лютого 2010 року)
- 25 найкращих моментів від Беара Ґрілса / Bear's Top 25 Man Moments — (19 червня 2010 року)

### П'ятий сезон
- Західна частина Тихого океану — Папуа-Нова Ґвінея / Western Pacific — (11 серпня, 2010 року)
- Північна Австралія — Північна Територія, Австралія / Northern Australia — (18 серпня, 2010 року)
- Канадські Скелясті гори — Британська Колумбія / Canadian Rockies — (25 серпня, 2010 року)
- Кавказькі гори — Грузія — Верхня Сванетія, Східна Європа / Caucasus Mountains — (1 вересня 2010 року)
- Фанат проти природи — Канадська пустеля / Fan vs. Wild — (8 вересня 2010 року)
- Екстремальна пустеля — Пустеля Мохаве / Extreme Desert — (15 вересня 2010 року)
- Слідом за природою / Behind the Wild — (22 вересня 2010 року)

### Шостий сезон
- Аризона — Небесні острови / Аризона — (17 лютого 2011 року)
- Шотландія — Мис гніву / Шотландія — (24 лютого 2011 року)
- Норвегія — Грань виживання / Норвегія — (3 березня 2011 року)
- Борнео — Джунґлі / Borneo — (10 березня 2011 року)
- Малайзія — Малайзійський архіпелаг / Малайзія — (17 березня 2011 року)
- Глобальне керівництво по виживанню / Global Survival Guide (24 березня 2011 року)

### Сьомий сезон
- Ісландія — «Вижити за будь-яку ціну з Джейком Джилленголом» (11 липня 2011 року)
- Нова Зеландія — «Південний острів» (18 липня 2011 року)
- Ісландія — «Вогонь і лід» (25 липня 2011 року)
- Південна Юта — «Країна червоних скель» (12 серпня 2011 року)
- Нова Зеландія — «Земля Маорі» (19 серпня 2011 року)
- Знімальна група в дикій природі — Working the Wild (23 листопада 2011 року)
- Вижити за будь-яку ціну з прем'єр-міністром Моді (Національний парк Джима Корбетта, штат Уттаракханд, Індія) / Ultimate Survival with Prime Minister Modi (12 серпня 2019 року)